# Дуфський водоспад
Дуфський водоспад знаходиться біля села Ростуша в Націона́льному парку Ма́врово на заході Північної Македонії, біля Бігорського монастиря.